# Ariadna multispinosa
Ariadna multispinosa är en spindelart som beskrevs av Bryant 1948. Ariadna multispinosa ingår i släktet Ariadna och familjen sexögonspindlar. Inga underarter finns listade i Catalogue of Life.